# Ninia espinali
Ninia espinali (еспінальська кавова змія) — вид змій родини полозових (Colubridae). Мешкає в Центральній Америці.

## Поширення і екологія
Еспінальські кавові змії мешкають на заході Гондурасу, а також спостерігалися на горі Серро-Ель-Піталь на півночі Сальвадору. Вони живуть в незайманих гірських хмарних лісах, серед лісової підстилки і гнилої деревини. Зустрічаються на висоті від 1040 до 2270 м над рівнем моря.

## Збереження
МСОП класифікує стан збереження цього виду як близький до загрозливого. Ninia espinali загрожує знищення природного середовища.